# تي إن إيه توداي
تي ان ايه توداي بالإنجليزية TNA Today و الذي يعني بالعربية تي ان ايه اليوم هو برنامج مصارعة محترفة عبر الإنترنت تم إنتاجه من قِبل اتحاد توتال نون ستوب أكشن (TNA) ، المعروف الآن باسم إمباكت ريسلينغ . تم تقديم البرنامج من قبل مجري المقابلات جيريمي بوراش، مع ظهور خاصة من قبل دون ويست . و في هذا البرنامج «لقطات حصرية ومقابلات ومعاينات ومراجعات وتحديثات أخبار وصفقات البضائع وغير ذلك» ، وقد استخدم، في الواقع، كملحق لعرض الـTNA الرئيسي إمباكت ، وكان يستخدم لزيادة الزوايا ، حيث يظهر المصارعين الجدد الذين انضموا للاتحاد، والإعلان عن صفقات خاصة بالمنتجات الاتحاد (عادتاُ ما كانت هذه الصفقات تدوم عموما ليوم واحد).

## التاريخ
قبل ظهور برنامج تي ان ايه توداي، كان لدى اتحاد TNA عدد من العروض الحصرية الأخرى على شبكة الإنترنت، بما في ذلك عرض يسمي تي ان ايه التأثير العالمي TNA Global Impact و كان هذا عبارة عن بودكاست صوتي فقط . و في عام 2007 ، أطلقت الشركة لأول مرة «تحديثات الأخبار» على مواقعها على شبكة الإنترنت، والتي تم تغير أسمها في النهاية إلي تي ان ايه توداي . غالباً ما تم استضافة البرنامج على قناة الاتحاد علي موقع اليوتيوب ، ولكن لفترة قصيرة تم تعليق حساب TNA لأسباب غير محددة وتم نقل البرنامج على موقع MySpace TV حتى تم رفع الحظر عن القناة .
في حلقة 14 سبتمبر 2007 من تي ان ايه توداي تم الأعلان ان البرنامج حصد المركز رقم 1 على اليوتيوب وهذا ليس لمرة واحدة بل 13 مرة في شهر أغسطس من عام 2007.
في حلقة 27 أبريل 2010 ، بدأ عرض البرنامج على الهواء مباشرة يومياً على موقع TNA الرسمي.

### تي ان ايه توداي باللغة الاسبانية
في عام 2008 ، ظهرت نسخة باللغة الإسبانية من برنامج تي ان ايه توداي على موقع TNA الإلكتروني علي شبكة الإنترنت باستضافة ويلي أوربينا لتقديم البرنامج باللغة الأسبانية. كما تضمن البرنامج مجموعة من المقابلات الحصرية التي كان يجريها شريكه في البث هيكتور غيريرو .

### تي ان ايه سباين سايكل
في مايو 2008 ، أضافت شركة TNA عرض جديدًا على شبكة الويب يسمى تي ان ايه سباين سيكل TNA Spin Cycle ، وهو عبارة عن طاولة نقاش مستديرة بين موظفي TNA Wrestling يناقشون مواضيع مختلفة. استضاف جيريمي بوراش البرنامج في حين أن شارك بوي أو فريق ذا بيوتفول بيبول يديران مقطع «الديرتي لوندري Dirty Laundry».

### تي ان ايه هيرميس هوتسيات
ابتداءً من 27 مارس 2009 ، ظهر سائق ناسكار هيرمي سالدر السابق لأول مرة على شبكة الإنترنت مع برنامج جديد بعنوان هيرمس هوتسيات Hermie Hotseat ، والذي يتضمن مقابلة اعتيادية صريحة مع العديد من المصارعين أو موظفي الاتحاد.

### تي ان اكشن
في عام 2009 ، أطلقت شركة TNA موقع تي ان اكشن TNAtion و هو عبارة عن موقع مختص لتسويق برامج ومنتجات اتحاد TNA. و شاركت المصارعة سوكال فال و كونسيكوانسيس كريد في تقديم البرنامج علي موقع الويب مع أليكس ابرهانتيس بحيث يتضمن ملخص لاحداث عرض TNA Impact! و أسئلة وأجوبة من مصارعي TNA ، و العاملين خلف الكواليس عن معلومات حول استخدام الموقع. كان أليكس ابرهانتيس هو الرجل الذي يقف وراء إنشاء البرنامج وعملياته اليومية وتم الغاء هذا البرنامج في .

### تي ان ايه بيلو توك
في ديسمبر 2010 ، ظهرت سو كال فال علي لأول مرة على شبكة الإنترنت مع برنامج جديد يدعي بيلو توك Pillow Talk وهو عبارة عن مقابلة اعتيادية صريحة مع العديد من مصارعي التي ان ايه وموظفي TNA الاتحاد في 2011 تم الغاء هذا ل.

### تي ان ايه أمباكت إكسترا
في نوفمبر 2010 ، عرض برنامج جديد تحت أسم تي ان ايه امباكت إكسترا iMPACT Xtra بشكل أسبوعي إلي جانب عرض إمباكت واحتوي البرنامج علي لقطات حصرية لن تراها من عروض الإمباكت لم تُعرض على قناة SpikeTV و تم إلغاء هذا البرنامج في 2011

### عودة برنامج تي ان ايه توداي
في 7 يونيو 2012 ، أعلن جيريمي بوراش، بعد نهاية عرض الإمباكت الاسبوعي، أن برنامج تي ان ايه توداي سيتم أعادة بثها خلال الأسبوع بعد العروض من الاثنين إلى الأربعاء. عاد العرض رسميا في 12 يونيو 2012. ومن الضيوف الذين ظهروا في برنامج تي ان ايه توداي هم بطل العالم بوبي رودي ، جوزيف بارك وبطل الاكس دفجن أوستن آريس ،مغني التي ان ايه بيلي كورغان، بوب رايدر، بطلة النوك اوتس بروك تسماكر، ماديسون راين ، آل سنو ، روبي إي، معلق عرض الامباكت مايك تيناي و الاسطورة جيف هاردي ، ورئيسة الاتحاد ديكسي كارتر .

## مميزات خاصة
عرض برنامج تي ان ايه توداي بشكل شائع مباريات تم استخلاصها من عرض التي ان أي الثانوي تي ان أي اكسبلوجن Xplosion ، بالإضافة إلى مقاطع فيديو مميزة من عرض التي ان ايه الاسبوعي TNA الرئيسي إمباكت !
واعتبارًا من سبتمبر 2007 ، اتبعت شركة TNA نظام جديد في البرنامج، حيث اقترب جيريمي بوراش أكثر من الحلبة في نهاية البرنامج وانتظر لفترة وجيزة حيث توقف العرض. أثناء تقديم المنظور جديد، لم يغير هذا كثيرًا من مواد العرض، حيث تم تجاهل محاولات بوراش العرضِية لإجراء مقابلات فورية. تضمنت المواقع البديلة لاستضافة العرض المظاهر في الموقع في البلدات التي تستضيف عروض الدفع مقابل المشاهدة أو مهرجانات المشجعين.
كما تضمن برنامج تي ان ايه توداي مقتنيات حصرية غير متوفرة على التلفزيون السائد. كانت الميزة الأكثر شيوعًا هي الكشف عن المنتجات والصفقات الجديدة، مثل البضائع القادمة (القمصان، والاحداث القادمة، وأقراص الفيديو الرقمية، وما إلى ذلك) و «عروض مجنون» الخاصة بـدون ويست. بالإضافة إلى ذلك، عرض في برنامج تي ان أي توداي TNA Today مقابلات حصرية غير متوفرة في أي عرض آخر بين المصارعين المعروفين (مثل فرانكي كازاريان ) ، والمنضمين الجدد الذين يظهرون لأول مرة في عروض TNA (مثل تاليا ماديسون (فالفيت سكاي) و انجيل وليامز (انجلينا لوف) و غيرهم ) ، وحتى العديد من المقابلات الحصرية من رئيسة اتحاد TNA ديكسي كارتر، الني لا تظهر بخلاف ذلك في برمجة TNA بخلاف النقش العرضي بين جمهور الاتحاد.
بعد إنشاء بطولة العالم الجديدة، احتفظ برنامج تي ان ايه توداي بميزة خاصة وهي ان مدير الإدارة جيم كورنيت قدم فيها بطولات العالم إلي كل من كيرت انجل وفريق ثري دي و كريس سيبان المعاد صياغتها من بطولة العالم و بطولة الفرق وبطولة الاكس دفجن على التوالي. وفي حلقة 31/12/2007 من البرنامج تم بث حلقة مباشرة لأول مرة من أوشاوا ، أونتاريو و قال جيريمي بوراش أن الاداريين في مكتب TNA يفكرون في ان علي الاتحاد ان يقيم أحد عروضه الشهرية في كندا.

## روابط خارجية
- الموقع الرسمي